# Khao Manee
Le Khao Manee est une race de chat originaire de Thaïlande. Ce chat est caractérisé par sa robe à poil court de couleur blanche. Ses yeux peuvent être jaunes, bleus ou vairons.

## Origines
Le Khao Manee était une race porte-bonheur dans son pays d'origine et aussi race préférée du Roi du Siam Chulalongkorn (Rama V). Anciennement connu sous le nom de Khaao Plort (tout blanc), son nom actuel signifie pierres précieuses, en raison de ses yeux, qui peuvent être chacun de couleur différente.
Le livre des poèmes des chats, recueil de textes thaïs, est la trace supposée la plus ancienne de la race, décrite à partir du XIVe siècle.
Selon la légende, par peur de vol, le roi Rama V fit cacher tous les Khao Manee du palais à l'arrivée des Anglais et des Français. La race fut maintenue à l'écart par des membres de la famille royale. À ces étrangers, il aurait offert des Siamois, présentés comme étant la race royale, afin de préserver la vraie race royale, les Khao Manee.
Menacée d'extinction, cette race est l'une des plus rares au monde. Jusqu'en 1999, aucun individu n'était présent hors de Thaïlande. Une Américaine spécialiste de la sauvegarde des espèces menacées, Colleen Freymuth, recevait cette année-là le premier Khao Manee sorti de Thaïlande.
Elle mit au point un programme de sauvegarde par l'élevage et la diffusion de cette race. Au total elle importa douze sujets.
Ces sujets et leur descendance furent ensuite transmis à Frédéric Goedert, qui fut pendant plusieurs années le seul éleveur, français, de Khao Manee en Occident.

## Standards
Le Khao Manee ne peut en aucune manière être confondu avec une autre race de chat de robe blanche.
Si quelques Khao Manee peuvent connaître une robe noire, ceux-ci ne sont pas reconnus et ne sont utilisés qu'à des fins de sélection.
Le Khao Manee est toutefois peu touché par les phénomènes de surdité, contrairement au foreign white ce qui, pour un chat blanc, laisse supposer un long travail de sélection, en l’occurrence des obtenteurs thaï, et rappelle ainsi l'ancienneté de cette race, contrairement à ce que certains commentaires fantaisistes publiés sur internet ont pu longtemps laisser croire. Du fait que les Khao Manee, contrairement à d'autres races félines, ne connaissent pas de tares ou de maladies génétiques graves et repérées prouve là aussi un long travail de sélection dans son pays d'origine et participe à l'attrait croissant pour cette race résistante et saine.
On reconnaît aussi le Khao Manee à son allure caractéristique des chats de type oriental : filiforme, élancée, souple et fine. Sa tête est triangulaire et son poil est obligatoirement court en toute saison. Le Khao Manee est un chat élégant et gracieux, sans excès.

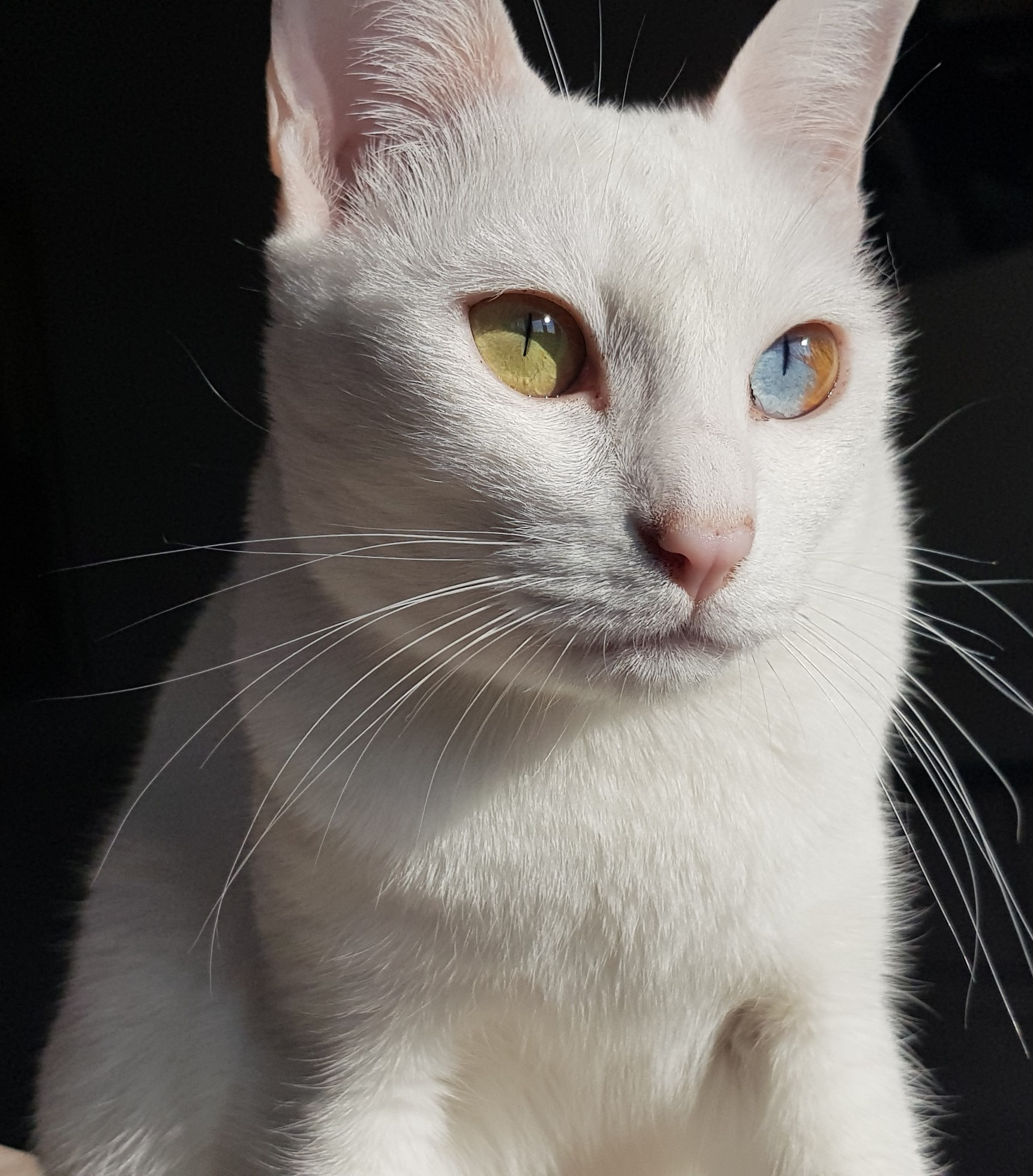
Khao Manee femelle présentant deux types d'hétérochromie, une complète entre les deux iris (jaune et bleu) et partielle au sein d'un même iris (bleu et brun)

Autre distinction, ses yeux magnifiques, qui en font légitimement sa renommée : le Khao Manee peut être vairon (jaune et bleu) ou aux yeux bleus, ou jaunes. À noter que les chats vairons sont les plus recherchés, ensuite les bleus, et enfin les jaunes. Quelques autres couleurs, plus rares, sont possibles. Les anglophones et les thaï qualifient leurs yeux de « diamond eyes »...
Il importe aussi de noter un dimorphisme plutôt marqué entre les mâles et les femelles, les premiers étant généralement un peu plus massifs. Il faut savoir aussi que les chatons Khao Manee ont souvent une touffe de poils gris entre les oreilles, qu'ils perdent complètement à l'âge adulte.
La reconnaissance officielle du Khao Manee est en cours, notamment via la TICA et la GCCF. Il est d'ores et déjà possible d'enregistrer des Khao Manee adultes ou jeunes auprès de la TICA, et ce, depuis mai 2009. Janet Poulsen, référente auprès de la TICA, et qui œuvre depuis plusieurs années au développement de cette race, disposait de la plus grande chatterie de Khao Manee en Occident dans les années 2000.
Depuis 2017, la race est également reconnue par la CFA, où elle est en cours de reconnaissance définitive.
Globalement, seule une poignée d'éleveurs, aux États-Unis, en Thaïlande, en France et au Canada, œuvre pour sa sauvegarde et son développement. Mais cette situation commence à changer avec un regain d'intérêt dans de nombreux pays grâce au travail de promotion par Internet, soutenu par la reconnaissance de la race par la CFA. Un programme impliquant les éleveurs de tous les pays travaille à une sélection des meilleurs sujets en Thaïlande et s'efforce de rendre accessible cette race naturelle un peu partout dans le monde.
Le premier club officiel du Khao Manee a vu le jour en 2009 au Royaume-Uni, « The Khao Manee Cat Club » et plusieurs groupes de passionnés publient régulièrement sur Facebook, et en 2019 la CFA a reconnu ce nouveau club de race qui rassemble des amateurs et des éleveurs occidentaux et thaïlandais.

## Caractère
Le Khao Manee est généralement décrit comme étant un chat très affectueux et très attaché à son maître. Il est généralement très sociable, vif, curieux et intelligent.
En fait, son caractère est à rapprocher de celui du siamois. Le qualificatif de « chat-chien » lui va fort bien : de nature plutôt bavarde, il aime communiquer avec son 'maître', qu'il adore, et reconnaît souvent son nom.

## Conseils aux futurs acquéreurs de Khao Manee et autres chats de race
Le Khao Manee étant actuellement probablement la race féline la plus rare sur le marché, les prix sont en rapport : un sujet adulte aux yeux jaunes présentant des défauts (queue "cassée", strabisme, surdité, sujet non blanc...) se négocie aux alentours de 1 500 euros. À l'opposé, un jeune sujet destiné à la reproduction, provenant directement d'un élevage prestigieux de Thaïlande, aux yeux vairons, et présentant de belles caractéristiques, peut se négocier à 3 000 euros. Certains sujets exceptionnels avec des couleurs d'yeux singulières ou avec des traits très rares peuvent atteindre jusqu'à  10 000 euros.
Dans son pays d'origine, le Khao Manee fait l'objet d'une très grande popularité car il est associé à la monarchie mais aussi à plusieurs légendes d'extrême félicité et de guérison transmis par la presse et toujours en relation avec des moines et des temples dont il aurait fait la fortune. Certaines histoires mentionnent des sommes allant jusqu'à 1,5 million de Baht (plus de quatre millions d'Euros) en 1993 pour un sujet aux yeux de pierres précieuses qui permit le financement de la construction d'un monastère.
Outre le prix, le futur acquéreur doit obtenir des garanties, multiples et indispensables. Il doit notamment exiger une vaccination à jour et une parfaite santé du sujet convoité. Il doit en outre exiger que le pedigree des deux parents soit enregistré auprès de la TICA, ou de la CFA. Un registre en ligne, qui n'a aucune valeur légale, est aussi consultable.
Il est fortement déconseillé d'acquérir un sujet Khao Manee sans preuve de ses origines (pedigree) tant les usurpations sont nombreuses, notamment sur les sites de vente en ligne d'animaux de compagnie.
L'éleveur doit enfin s'engager sur la parfaite sociabilité du sujet vendu et transmettre des éléments biographiques et de caractère et il est fortement conseillé à l'acheteur de se déplacer et visiter l'élevage pour effectuer son choix in situ, et s'assurer ainsi du respect de certaines règles sanitaires fondamentales.

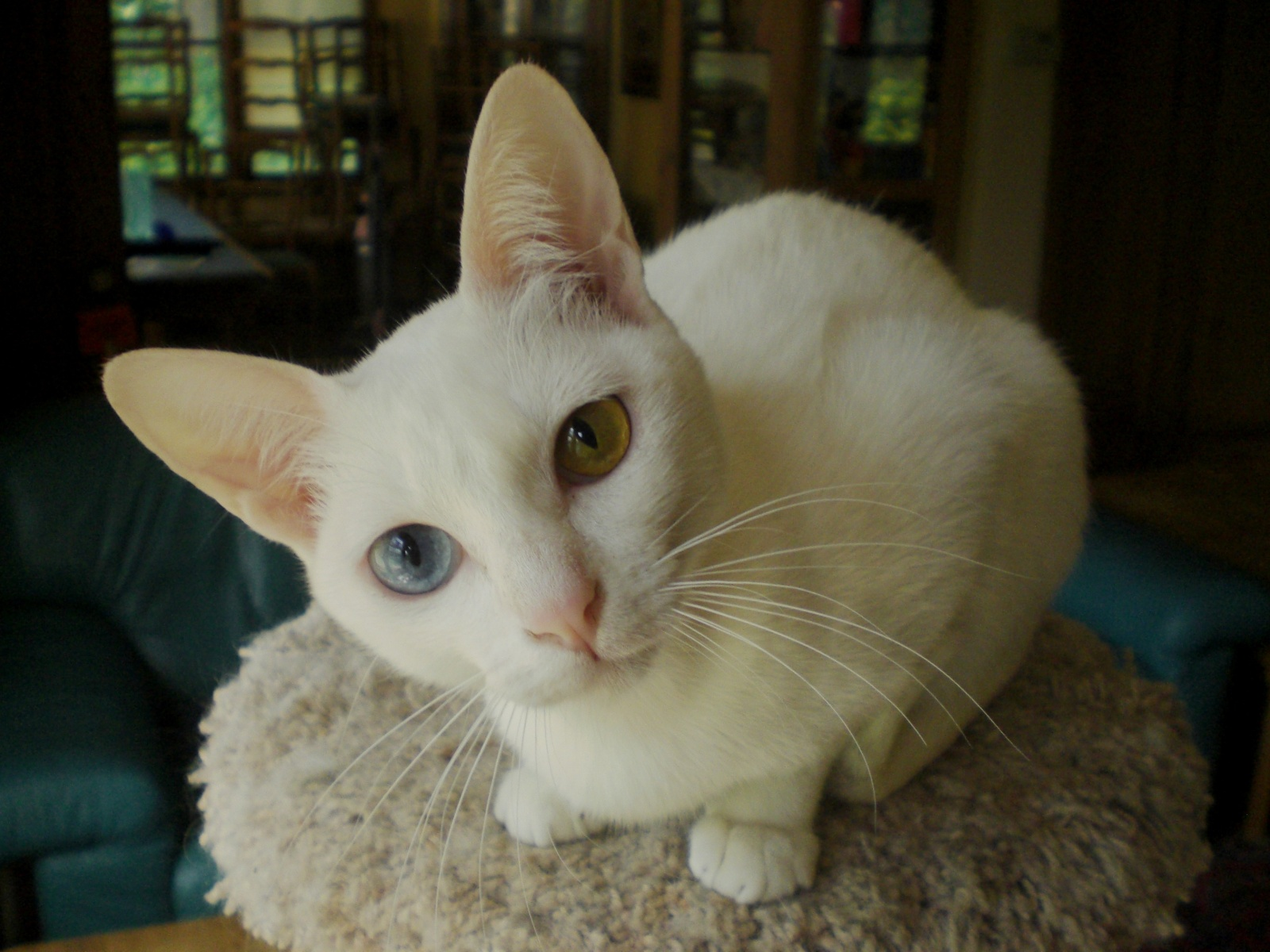
Khao Manee femelle